# Gương phân đoạn

So sánh kích thước của gương chính. Gương phân đoạn thường có hình lục giác và được sắp xếp theo mô hình tổ ong.

Gương phân đoạn là một mảng các gương nhỏ hơn được thiết kế để hoạt động như các phân đoạn của một gương cong lớn duy nhất. Các phân đoạn có thể là hình cầu hoặc không đối xứng (nếu chúng là một phần của một vật phản xạ parabol lớn hơn). Chúng được sử dụng làm kính vật cho các kính viễn vọng phản xạ lớn. Để hoạt động, tất cả các phân đoạn gương phải được đánh bóng thành một hình dạng chính xác và được căn chỉnh chủ động bởi hệ thống quang học hoạt động điều khiển bằng máy tính bằng cách sử dụng các bộ truyền động được tích hợp trong ô hỗ trợ gương. Khái niệm và công nghệ cần thiết ban đầu được phát triển dưới sự lãnh đạo của Tiến sĩ Jerry Nelson tại Phòng thí nghiệm quốc gia Lawrence Berkeley và Đại học California trong những năm 1980, và từ đó đã lan rộng ra toàn thế giới đến mức mà tất cả các kính viễn vọng quang học lớn trong tương lai đều có kế hoạch sử dụng gương phân đoạn.

## Ứng dụng

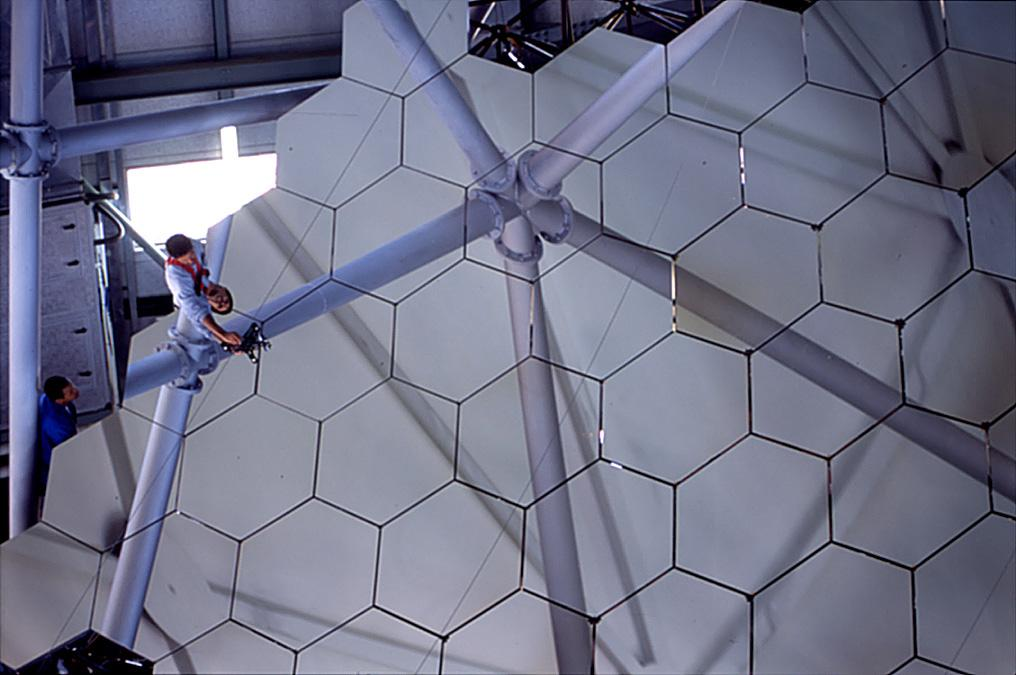
Gương phân khúc của SALT

Có một giới hạn công nghệ cho các gương chính được làm bằng một mảnh kính cứng duy nhất. Những chiếc gương không phân đoạn hoặc nguyên khối như vậy không thể được dựng thành gương lớn có đường kính lớn hơn khoảng tám mét. Chiếc gương nguyên khối lớn nhất đang được sử dụng hiện tại là hai chiếc gương chính của Large Binocular Telescope, mỗi chiếc có đường kính 8.4 mét. Do đó, việc sử dụng gương phân đoạn là một thành phần quan trọng cho kính viễn vọng khẩu độ lớn. Sử dụng gương nguyên khối lớn hơn 5 mét là rất tốn kém do chi phí của cả gương và cấu trúc lớn cần thiết để hỗ trợ nó. Một chiếc gương vượt quá kích thước đó cũng sẽ hơi chùng xuống dưới trọng lượng của chính nó khi kính thiên văn được quay sang các vị trí khác nhau, thay đổi hình dạng chính xác của bề mặt. Các gương phân đoạn cũng dễ dàng chế tạo, vận chuyển, lắp đặt và bảo trì trên các gương nguyên khối rất lớn.
Gương phân đoạn có nhược điểm là mỗi phân đoạn có thể yêu cầu một số hình dạng bất đối xứng chính xác và dựa vào hệ thống lắp đặt điều khiển bằng máy tính phức tạp. Tất cả các gương phân đoạn cũng gây ra hiệu ứng nhiễu xạ ở hình ảnh cuối cùng.

## Kính thiên văn thế hệ tiếp theo
Ba kính viễn vọng cực lớn sẽ là thế hệ kính thiên văn gương phân đoạn tiếp theo và dự kiến sẽ được đưa vào vận hành từ năm 2021 đến 2024. Kính thiên văn Giant Magellan, sử dụng các gương phân đoạn rất lớn và được xếp chung nhóm với các kính thiên văn gương phân đoạn hoặc loại riêng của nó. Dự định hoàn thành vào năm 2021. Kính viễn vọng ba mươi mét đang được chế tạo tại Đài thiên văn Mauna Kea ở Hawaii (ước tính ánh sáng đầu tiên vào năm 2022). Kính thiên văn cực lớn châu Âu sẽ là kính lớn nhất trong cả ba, sử dụng tổng cộng 798 phân đoạn cho gương chính của nó. Ánh sáng đầu tiên của nó dự kiến vào năm 2024.